# João Fernando
João Fernando (7 de novembro de 1999) é um judoca português. Competiu nos Jogos Olímpicos de Verão de 2024 em Paris na categoria até 81Kg. Foi eliminado na segunda fase pelo canadense François Gauthier-Drapeau.
Garantiu uma medalha de bronze no Grand Prix Upper Austria em Linz em 2024 e o bronze no Grans Slam em Antaya. Venceu a Liga dos Campeões com o Sporting Clube Portugal Lisboa em 2018 e 2019. Conquistou uma medalha de bronze na Taça da Europa de Juniores, em Málaga, em 2019. Conquistou uma medalha de bronze no Open da Europa em Zagreb, em 2021. Em 2022, conquistou a medalha de bronze no Open da Europa em Praga. Terminou com a medalha de bronze no Grande Prémio de Zagreb em 2022. Obteve uma medalha de bronze na Taça da Europa de Coimbra em 2022. Venceu o Open da Europa em Madri, em 2023.